# Tsinghua Unigroup
Pour les articles homonymes, voir Tsinghua.
Tsinghua Unigroup est une entreprise chinoise spécialisée dans l'électronique.

## Histoire
En 2014, Tsinghua Unigroup acquiert les fabricants de puces électroniques RDA Microelectronics et Spreadtrum pour un total de 1,6 milliard de dollars. En septembre 2014, à la suite de cette opération, Intel acquiert 20 % de ces deux entreprises pour 1,5 milliard de dollars,.
En mai 2015, Hewlett-Packard vend 51 % de ses activités chinoises dans le stockage de données et les serveurs à Tsinghua Unigroup pour 2,3 milliards de dollars, créant une coentreprise appelée H3C, regroupant 8 000 employés,
En juillet 2015, Tsinghua Unigroup aurait fait une offre de 23 milliards de dollars sur Micron, sans que ce dernier confirme. Offre qui n'aboutit pas.
En septembre 2015, Tsinghua, via sa filiale Unisplendour, prend une participation de 15 % dans Western Digital pour 3,78 milliards de dollars. En octobre 2015, Tshinghua Unigroup acquiert une participation dans Powertech Technology, une entreprise taïwanaise, pour 600 millions de dollars.
En décembre 2015, Tshinghua Unigroup acquiert des participations de 25 % dans ChipMOS Technologies et Siliconware Precision Industries, deux entreprises taïwanaises, pour un montant d'environ 2,09 milliards de dollars.
Entre 2016 et 2020, Tshinghua Unigroup investirait pour construire plusieurs usines de grandes tailles de mémoires flash en Chine, pour plusieurs dizaines de milliards de dollars.
En juin 2018, Tsinghua Unigroup annonce l'acquisition de Linxens, une entreprise française, pour 2,2 milliards d'euros.
En janvier 2021, Tsinghua Unigroup fait défaut sur une partie de sa dette, qui au total atteint près de 31 milliards de dollars.
Fin 2022, la société Foxconn investit avec des fonds taïwanais dans Tsinghua Unigroup mais doit se retirer de l'investissement après l'annonce d'une sanction liée à cet investissement non déclaré auprès du gouvernement taïwanais.